# Революционная улица (Самара)
Революцио́нная у́лица находится в Октябрьском и Железнодорожном районах городского округа Самара. Начинается от улицы Скляренко, пересекает улицы Мичурина, Гая, Подшипниковую, Маломосковскую, Московское шоссе, проспект Карла Маркса, улицы Гаражную, Дыбенко, Печёрскую, Корабельную, Артёмовскую, Юрия Гагарина, Гранатный переулок, улицу Мориса Тореза. Заканчивается Аэродромной улицей.

## История улицы и этимология годонима
Ранее части этой улицы назывались: Ближние Сады, Бульварный проезд, Крайняя, Школьный переулок и Второй проезд. Улица получила современное название в 1962 г. в честь Октябрьской революции.

## Здания и сооружения
- гостиница «Меридиан»
- Министерство здравоохранения и социального развития Самарской области[3]
- жилой комплекс «Октябрьский»
- отделение Сбербанка
- магазин «Мир электроники»
- магазин «Газтехника»
- региональная общественная приёмная партии Единая Россия
- Учебно-курсовой комбинат промышленности, энергетики и технологий[4]
- завод «Сокол»[5]: бывший Куйбышевский механический завод № 1 Минмонтажспецстроя СССР[6]
- детская библиотека[7]
- МДОУ (детский сад) № 83[8]
- ММУ поликлиника № 13
- дермато-венерологический диспансер № 2
- развлекательный центр «Метелица-С»[7]
- торговый центр «Старт» (бывший кинотеатр «Старт»)
- торговый центр «Восход»
- торговый центр «Мягкофф» (мебель)[9]
- торговый центр «Универсам-3»
- торговый центр «Регина» (пересечение с ул. Аэродромной)

Здание № 68 ранее было кинотеатром «Вымпел», в феврале 1996 года оно было передано религиозной миссии «Христос — народу». 25 января 2011 года областной арбитраж обязал миссию вернуть департаменту управления имуществом Самары это здание. Миссия опротестовала это решение  и Высший арбитражный суд оставил здание за ней.

### Памятники и монументы
- Монументальная памятная стела Герою Советского Союза, лётчице Ольге Санфировой. Установлена в 1985 году на пересечении ул. Аэродромной и ул. Революционной.
- Памятник Герою Советского Союза Зое Космодемьянской установлен на углу улиц Революционной и Мориса Тореза на территории школы-интерната № 6.[14]

## Транспорт
МетроСтанция «Гагаринская»
Предполагается, что «станция Революционная» второй линии Самарского метрополитена будет  проходить по улице Маломосковской через улицу Революционную.
Автобусы2, 24, 35, 53.
Маршрутные такси и коммерческие автобусы310, 396.
ТрамваиТрамваем можно доехать по улице Аэродромной до остановки «Улица Революционная/Дом молодёжи».
ТроллейбусыТроллейбусная линия пересекает улицу Революционную по Московскому шоссе (маршруты 4, 12, 15, 17, 19, 20).